# Moiben
Moiben (Moiben) é uma localidade queniana no círculo eleitoral de Moiben, na antiga província do Vale do Rifte, no atual condado de Uasin Gishu. Vivem ali aproximadamente 26 048 pessoas.